# کینزو شین
کینزو شین (انگلیسی: Kinzō Shin; ۹ ژوئیهٔ ۱۹۱۰ – ۲۶ دسامبر ۱۹۸۸) بازیگر اهل ژاپن بود.
از فیلم‌ها یا برنامه‌های تلویزیونی که وی در آن نقش داشته‌است می‌توان به هیروشیما اشاره کرد.